# كارولا كوبو
كارولا كوبو (بالإسبانية: Carola Cobo)‏ هي كاتِبة وممثلة بوليفية، ولدت في 1909 في إدارة باندو في بوليفيا، وتوفيت في 2004 في لاباز في بوليفيا.